# Thủy Dương
Thủy Dương là một phường thuộc thị xã Hương Thủy, thành phố Huế, Việt Nam.

## Địa lý
Phường Thủy Dương nằm ở phía tây thị xã Hương Thủy, có vị trí địa lý:
- Phía đông giáp phường Thủy Phương
- Phía tây và phía nam giáp thành phố Huế
- Phía bắc giáp xã Thủy Thanh.

Phường có diện tích 12,50 km², dân số năm 2010 là 11.115 người, mật độ dân số đạt 889 người/km².

## Lịch sử
Trước đây, Thủy Dương là một xã thuộc huyện Hương Thủy.
Ngày 11 tháng 3 năm 1977, huyện Hương Thủy sáp nhập với huyện Phú Vang thành huyện Hương Phú, xã Thủy Dương thuộc huyện Hương Phú.
Ngày 11 tháng 9 năm 1981, Hội đồng Bộ trưởng ban hành Quyết định 64-HĐBT. Theo đó, sáp nhập xã Thủy Dương vào thành phố Huế.
Ngày 29 tháng 9 năm 1990, Hội đồng Bộ trưởng ban hành Quyết định 345-HĐBT. Theo đó, chuyển xã Thủy Dương về huyện Hương Thủy vừa tái lập.
Ngày 9 tháng 2 năm 2010, Chính phủ ban hành Nghị quyết 08/NQ-CP. Theo đó, chuyển huyện Hương Thủy thành thị xã Hương Thủy và thành lập phường Thủy Dương trên cơ sở toàn bộ 1.249,89 ha diện tích tự nhiên và 11.115 người của xã Thủy Dương.
Ngày 30 tháng 11 năm 2024:
- Quốc hội ban hành Nghị quyết số 175/2024/QH15[5] về việc thành lập thành phố Huế trực thuộc trung ương trên cơ sở toàn bộ diện tích và dân số tỉnh Thừa Thiên Huế (nghị quyết có hiệu lực từ ngày 1 tháng 1 năm 2025).
- Ủy ban Thường vụ Quốc hội ban hành Nghị quyết số 1314/NQ-UBTVQH15[6] về việc sắp xếp đơn vị hành chính cấp huyện, cấp xã của thành phố Huế giai đoạn 2023 – 2025 (nghị quyết có hiệu lực từ ngày 1 tháng 1 năm 2025). Theo đó, phường Thủy Dương thuộc thị xã Hương Thủy.